# Girl I'm Gonna Miss You
«Girl I'm Gonna Miss You» (en español: Nena, te voy a extrañar) es una canción de Milli Vanilli, publicada en julio de 1989 como sencillo del álbum debut Girl You Know It's True. El sencillo fue todo un éxito, logrando la primera posición en la lista de éxitos Billboard Hot 100 y logrando la certificación de disco de oro por la RIAA. La canción también fue número uno en Canadá, Austria, Suiza y los Países Bajos, alcanzó la segunda posición en Inglaterra, Alemania e Irlanda y la tercera posición en tierras australianas.

## Listas de éxitos
| Lista (1989/90)                      | Posición |
| ------------------------------------ | -------- |
| Australia (ARIA)                     | 3        |
| Austria (Ö3 Austria Top 40)          | 1        |
| Bélgica (Flandes) (Ultratop 50)      | 1        |
| Canadá                               | 1        |
| Finlandia                            | 5        |
| Francia (SNEP)                       | 3        |
| Alemania (Media Control AG)          | 2        |
| Irlanda                              | 2        |
| Países Bajos (Dutch Top 40)          | 1        |
| Nueva Zelanda (Recorded Music NZ)    | 8        |
| Noruega (VG-lista)                   | 4        |
| España                               | 7        |
| Suecia (Sverigetopplistan)           | 2        |
| Suiza (Schweizer Hitparade)          | 1        |
| Reino Unido                          | 2        |
| EE. UU. Billboard Hot 100            | 1        |
| EE. UU. Billboard Adult Contemporary | 21       |
| EE. UU. Billboard Hot R&B Singles    | 20       |